# Live in Japan (альбом Beck, Bogert & Appice)
Beck, Bogert and Appice Live — двойной концертный альбом группы Beck, Bogert & Appice, выпущенный ограниченным тиражом в Японии под названием Live in Japan в октябре 1973 года. Этот альбом стал второй и последней пластинкой группы: спустя несколько месяцев после его выхода трио распалось.

## Об альбоме
В альбом вошли записи двух выступлений группы в Kosei Nenkin Hall в Осаке, Япония, сделанные 18 и 19 мая 1973 года.
Live in Japan  включает в себя исполнение восьми из девяти песен из студийного альбома группы, дополненных треками Yardbirds «Jeff’s Booogie» и Jeff Beck Group «Going Down» и «Morning Dew», растянутой на 14 минут с юмористическим музыкальным вызовом и ответом между музыкантами и энергичным барабанным соло Кармайна Апписа.
Сет начинается с мощного вступления к «Superstition» Стиви Уандера, в написании которой принял участие Джефф Бек, сразу же заряжая группу и публику энергией. Удары гонга и небольшая импровизация на talkbox открывают двери для вокала Тима Богерта и феноменальной работы Бека на гитаре.
Критики также отмечают игру Бека на «Lady» и «Sweet Sweet Surrender», однако считают, что Beck Bogert & Appice недостаточно дисциплинированы, чтобы объединить свои присущие им сильные стороны и не осознают свои недостатки, чтобы исключить неловкую вокальную интерпретацию Кёртиса Мэйфилда «I'm So Proud».
Онлайн-журнал Vintage Rock считает, что исполнение группой «Black Cat Moan» Дона Никса с редким ведущим вокалом  Джеффа Бека — еще одна высота, когда гитара Бека занимает центральное место, еще раз доказывая, почему он считается одним из величайших гитаристов в истории рока.

## Переиздания
Первое издание Live in Japan было выпущено ограниченным тиражом в октябре 1973 года только в Японии, поскольку его качество не удовлетворило музыкантов.
«Он никогда не должен был быть выпущен где-либо еще, кроме Японии, и когда он вышел, нам не понравилось, потому что они не позволили нам исправить что-либо из этого. Он стал классическим альбомом, но группе никогда не нравился альбом Live In Japan».
— Кармайн Аппис, Now Spinning Magazine
В 2023 году в честь 50-летия выхода альбома было выпущено юбилейное переиздание записи концертов в Японии и Лондоне на 4LP/4CD под названием Live in Japan 1973, Live in London 1974. В издание вошёл ремикс оригинальных концертов в Осаке, а Live in London 1974 был записан в London Rainbow Theatre 26 января 1974 года и ранее не издавался. 
Джефф Бек и Кармайн Аппис перемикшировали все концерты из оригинальных мультитреков, которые были в архиве Бека почти 50 лет, тем самым выбив с рынка множество низкокачественных бутлег-релизов, которые Бек ненавидел.

## Список композиций
Список композиций приведён в соответствии с онлайн-изданием Ultimate Classic Rock.
LP One Side One:
1. «Superstition»
2. «Lose Myself With You»
3. «Jeff’s Boogie»

LP One Side Two:
1. «Going Down»
2. «Boogie»
3. «Morning Dew»

LP Two Side One:
1. «Sweet Sweet Surrender»
2. «Livin’ Alone»
3. «I’m So Proud»
4. «Lady»

LP Two Side Two:
1. «Black Cat Moan»
2. «Why Should I Care»
3. «Plynth/Shotgun» (Medley)

## Участники записи
- Джефф Бек – гитара, ток-бокс; ведущий вокал (трек 8)
- Тим Богерт – бас-гитара, ведущий вокал (треки 1, 7, 10, 11, 12)
- Кармайн Аппис – ударные, ведущий вокал (треки 2, 3, 4, 5, 6, 12)